# Esther Vilar
Esther Vilar (ur. 16 września 1935 w Buenos Aires) – argentyńska i niemiecka pisarka i dramaturg. Z wykształcenia jest lekarzem.

## Życiorys
Urodziła się w Argentynie jako Esther Margareta Katzen, córka niemieckich emigrantów, którzy uciekli z Niemiec, ze względu na żydowskie pochodzenie jej ojca, po dojściu Hitlera do władzy. Studiowała medycynę na Uniwersytecie w Buenos Aires. W 1960 wyjechała na stypendium do Niemiec Zachodnich, aby kontynuować studia z zakresu psychologii i socjologii oraz przez rok pracowała jako lekarka w bawarskim szpitalu. W 1961 roku zrezygnowała z tego i od tego czasu pracowała jako tłumacz medyczny, pracownik w wytwórni termometrów, ekspedientka i sekretarka. Wyszła za niemieckiego pisarza Klausa Wagna, z którym ma syna Martina. W 1971 wydała swoją najbardziej znaną książkę Tresowany mężczyzna, zawierającą tezę, że to kobiety kontrolują mężczyzn na swoją korzyść. Pozycja spotkała się z negatywnym odbiorem wśród ruchu feministycznego. Autorka została pobita przez cztery kobiety, zniszczono biuro jej wydawnictwa, a także dokonywano wandalizmów w jej domu. Po kolejnym napadzie na dom wyemigrowała do Szwajcarii.  

## Wybrane dzieła
- Starość jest piękna. Warszawa: ADiT 2008.
- Tresowany mężczyzna (niem. Der dressierte Mann)
- Das polygame Geschlecht
- Das Ende der Dressur
- Amerykańska papieżyca (niem. Die Antrittsrede der amerikanischen Päpstin)
- Der betörende Glanz der Dummheit
- Die Mathematik der Nina Gluckstein
- Die 25-Stunden-Woche: Arbeit und Freizeit in einem Europa der Zukunft / Die 5-Stunden-Gesellschaft
- Die Erziehung der Engel
- Die Lust an der Unfreiheit
- Heiraten ist unmoralisch
- Denkverbote
- Rositas Haut
- Die sieben Feuer von Mademoiselle